# باتريك أوتشس
باتريك أوتشس (بالألمانية: Patrick Ochs) (مواليد 14 مايو 1984 في فرانكفورت - ألمانيا الغربية) لاعب كرة قدم ألماني يلعب حاليا لصالح نادي الدرجة الأولى فولفسبورغ الألماني منذ 2011 في مركز الظهير الأيمن .

## روابط خارجية
- باتريك أوتشس على موقع قاعدة بيانات كرة القدم.إي يو (الإنجليزية)
- باتريك أوتشس على موقع بيانات كرة القدم. دي إي (الألمانية)
- باتريك أوتشس على موقع Soccerway.com (الإنجليزية)
- باتريك أوتشس على موقع عالم كرة القدم.نت (الإنجليزية)
- باتريك أوتشس على موقع كووورة
- باتريك أوتشس على موقع AS.com (الإسبانية)